# Lady Lake
Lady Lake è una città degli Stati Uniti d'America, situata in Florida, nella Contea di Lake.